# These Days
These Days é o sexto álbum de estúdio da banda estadunidense de hard rock Bon Jovi, lançado em 1995.
Esse álbum é marcado por um clima mais soturno, mais socialmente crítico do que Keep the Faith. Conseguiu emplacar o hit-balada "This Ain't a Love Song" e a faixa título "These Days", chegando a #6 e #7 respectivamente no Reino Unido[carece de fontes?]. Nessa época, a banda gravou 3 shows consecutivos e lotados no Wembley Stadium, em Londres, além de fazer uma turnê por quase todo o mundo, passando por países como o Brasil, Argentina, Venezuela, Chile, África do Sul e Índia, tendo todos os ingressos para as performances vendidos.

## Faixas
| N.º | Título                                                                            | Compositor(es)                              | Duração |  |
| 1.  | "Hey God"                                                                         | Jon Bon Jovi, Richie Sambora                | 6:10    |  |
| 2.  | "Something for the Pain"                                                          | Jon Bon Jovi, Richie Sambora, Desmond Child | 4:46    |  |
| 3.  | "This Ain't a Love Song"                                                          | Jon Bon Jovi, Richie Sambora, Desmond Child | 5:06    |  |
| 4.  | "These Days"                                                                      | Jon Bon Jovi, Richie Sambora                | 6:26    |  |
| 5.  | "Lie to Me"                                                                       | Jon Bon Jovi, Richie Sambora                | 5:34    |  |
| 6.  | "Damned"                                                                          | Jon Bon Jovi, Richie Sambora                | 4:27    |  |
| 7.  | "My Guitar Lies Bleeding in My Arms"                                              | Jon Bon Jovi, Richie Sambora                | 5:41    |  |
| 8.  | "(It's Hard) Letting You Go"                                                      | Jon Bon Jovi                                | 5:50    |  |
| 9.  | "Hearts Breaking Even"                                                            | Jon Bon Jovi, Desmond Child                 | 5:05    |  |
| 10. | "Something to Believe In"                                                         | Jon Bon Jovi                                | 5:25    |  |
| 11. | "If That's What It Takes"                                                         | Jon Bon Jovi, Richie Sambora                | 5:17    |  |
| 12. | "Diamond Ring"                                                                    | Jon Bon Jovi, Richie Sambora, Desmond Child | 3:46    |  |
| 13. | "All I Want Is Everything" (faixa bônus em versões internacionais - fora dos EUA) | Jon Bon Jovi, Richie Sambora                | 5:18    |  |
| 14. | "Bitter Wine" (faixa bônus em versões internacionais - fora dos EUA)              | Jon Bon Jovi, Richie Sambora                | 4:36    |  |

### CD bônus francês
| CD Bônus Francês |                                     |                                           |         |  |
| N.º              | Título                              | Compositor(es)                            | Duração |  |
| 1.               | "Always" (ao vivo em Montreal)      | Jon Bon Jovi, Richie Sambora              | 5:52    |  |
| 2.               | "Good Guys Don't Always Wear White" | Jon Bon Jovi, Richie Sambora              | 4:27    |  |
| 3.               | "Prostitute"                        | Jon Bon Jovi, Richie Sambora              | 4:28    |  |
| 4.               | "Lonely at the Top"                 | Jon Bon Jovi, Richie Sambora              | 4:14    |  |
| 5.               | "When She Comes"                    | Jon Bon Jovi, Richie Sambora              | 3:29    |  |
| 6.               | "The End"                           | Jon Bon Jovi, Richie Sambora, David Bryan | 3:38    |  |

### Australian Tour Edition Bonus CD
Gravado ao vivo no estádio de Wembley, Londres.
| Australian Tour Edition bonus disc Mercury 528 874-2 |                                      |         |  |
| N.º                                                  | Título                               | Duração |  |
| 1.                                                   | "This Ain't a Love Song" (ao vivo)   | 6:27    |  |
| 2.                                                   | "I Don't Like Mondays" (ao vivo)     | 5:57    |  |
| 3.                                                   | "Livin' on a Prayer" (ao vivo)       | 5:55    |  |
| 4.                                                   | "You Give Love a Bad Name" (ao vivo) | 3:40    |  |
| 5.                                                   | "Wild In The Streets" (ao vivo)      | 5:00    |  |

### Japanese Limited Edition Bonus CD
| 1998 Japan Special Edition bonus CD PHCR-90023/24 |                                                  |         |  |
| N.º                                               | Título                                           | Duração |  |
| 1.                                                | "This Ain't a Love Song" (Wembley 1995)          |         |  |
| 2.                                                | "Hey God" (Johannesburg 1995)                    |         |  |
| 3.                                                | "These Days" (Johannesburg 1995)                 |         |  |
| 4.                                                | "Something For The Pain" (Miami Arena 1995)      |         |  |
| 5.                                                | "(It's Hard) Letting You Go" (Johannesburg 1995) |         |  |
| 6.                                                | "Rocking In The Free World" (Johannesburg 1995)  |         |  |
| 7.                                                | "634-5789" (Studio outtake)                      |         |  |
| 8.                                                | "All I Want Is Everything"                       |         |  |
| 9.                                                | "Bitter Wine"                                    |         |  |

## These Days Special Edition1996 (capa azul, 2CD)
These Days Special Edition é uma edição limitada do próprio These Days, que além deste, contém um CD com músicas cantadas por todos os integrantes da banda, gravadas ao vivo, tais como Tico Torres cantando "Crazy", David Bryan cantando "Tumblin' Dice" e Richie Sambora cantando "Heaven Help Us", entre outras canções gravadas em estúdio como "Fields of Fire" e "Let's Make it Baby".

## These Days Special Edition2010
Edição especial lançada nos Estados Unidos (Digipack), Europa (Caixa Acrílico), Argentina (Caixa Acrílico) e Japão (Mini LP/Box).
Duas novas bônus aparecem na versão deste ano. São elas:
13. This Ain't A Love Song (Live In Weserstadium, Bremen, Germany. 26 de maio de 1995)
14. Diamond Ring (Live In Acuatica, Milan, Italia. 23 de maio de 1995)

## Formação
- Jon Bon Jovi - vocal principal, guitarra base
- Richie Sambora - guitarra solo, vocal de apoio
- Tico Torres - bateria
- David Bryan - teclado, vocal de apoio

### Músico adicional
- Hugh McDonald - baixo, vocal de apoio

## Gráfico
| 1995 | 9 | 1 | 1 | 1 | 2 | 7 | 1 | 1 | 1 | 11 | 1 | 1 |

## Certificações
| Ano  | Certificações | Certificações | Certificações | Certificações | Certificações | Certificações | Certificações |
| Ano  | US            | CAN           | UK            | GER           | SUI           | AUS           | JPN           |
| ---- | ------------- | ------------- | ------------- | ------------- | ------------- | ------------- | ------------- |
| 1995 | Platina       | 2x Platina    | 2x Platina    | 2x Platina    | Platina       | 2x Platina    | 3x Platina    |